# Svartmaskad kopparand
Svartmaskad kopparand (Nomonyx dominicus) är en liten kopparand i familjen änder inom ordningen andfåglar.

## Utbredning och systematik
Arten förekommer från södra Texas till norra Argentina och Brasilien och även i Västindien. Den är till största delen en stannfågel men sällsynt observeras arten i allra sydligaste USA, utmed Mexikanska gränsen och i Florida.
Svartmaskad kopparand placeras som ensam art i släktet Nomonyx, och är något av en mellanform mellan svarthuvad and och de mer distinkta kopparänderna. Ibland har den också placerats i släktet Oxyura, men svartmaskad kopparand utgör en utvecklingslinje som härstammar från en okänd anfader inom Oxyurinae, och som utvecklats mycket lite under miljontals år.

## Utseende
Häckande hanar av svartmaskad kopparand har rostfärgad kropp, svart ansikte och stjärt, vit orbitalring och ljusblå näbb. Adulta honor, hanar i vinterdräkt och juveniler har alla en vattrad brungrå fjäderdräkt med två horisontella streck i det övrigt sandfärgade ansiktet. Den har vit vingspegel och övriga vingpennor är svarta. Precis som de andra arterna inom underfamiljen Oxyurinae har den styva stjärtfjädrar som ofta står rakt upp eller också ligger platt ned i vattnet bakom anden.

## Ekologi
Svartmaskad kopparand födosöker genom att dyka och den lever till största delen av frön, rötter och blad från vattenväxter. De tar även vattenlevande insekter och små kräftdjur. Vitvingad kopparand häckar i färskvattenbiotoper med våtmarksvegetation omgivet av tät skog. De häckar även i mangroveträsk. De är skygga och undandragna men inte ovanliga.

## Status och hot
Arten har ett stort utbredningsområde och en stor population, men tros minska i antal bland annat på grund av jakt, dock inte tillräckligt kraftigt för att den ska betraktas som hotad. IUCN kategoriserar därför arten som livskraftig (LC).

## Namn
Släktesnamnet Nomonyx kommer från grekiskans nomao (=att äga) och onux (=nagel) medan artnamnet dominicensis härrör från Santo Domingo eller San Domingo, ett annat namn på Hispaniola.